# マイケル・マン (映画監督)
マイケル・マン（Michael Mann, 1943年2月5日 - ）は、アメリカ合衆国イリノイ州シカゴ出身の映画監督・脚本家・映画プロデューサー。

## 略歴
1943年、イリノイ州シカゴの食料品店の2人兄弟の長男として生まれた。父は第二次世界大戦の影響でアメリカへ渡ってきたウクライナ系のユダヤ人（東欧系ユダヤ人）の血を引く。ウィスコンシン大学で建築や哲学や学んでいたが、スタンリー・キューブリックの『博士の異常な愛情』を見て映画監督になることを決意。1960年代半ばにイギリスへ渡り、ロンドン・インターナショナル・フィルム・スクールへ7年間留学。リドリー・スコット、アラン・パーカー、エイドリアン・ラインらとテレビ局のドキュメンタリーやコマーシャルを手がける。
1971年、アメリカに帰国後、テレビドラマ『刑事スタスキー&ハッチ』『ポリス・ストーリー』など数々の脚本や監督を手がけ、1979年のテレビ映画『ジェリコ・マイル/獄中のランナー』で一躍注目される。1981年には『ザ・クラッカー/真夜中のアウトロー』で劇場映画の監督としてデビューした。
1984年、テレビシリーズ『特捜刑事マイアミ・バイス』のエグゼクティブプロデューサーを務め、成功を収める。1992年公開の『ラスト・オブ・モヒカン』では、メジャー監督としての評価も確立する。
1995年には自身のTV作品である『メイド・イン・LA』をセルフリメイクした『ヒート』を発表。アル・パチーノとロバート・デ・ニーロを刑事と強盗犯という対立する役柄で起用し、公開当初から大きな話題を呼んでいた本作は、警察と犯罪者の描き方や、役者達の演技、銃撃戦の演出などで高い評価を獲得し、今日ではクライムアクション映画の金字塔的作品となった。
1999年、タバコ業界で実際に起きた事件を描いた『インサイダー』を発表し、第72回アカデミー賞で作品賞、監督賞を含む7部門にノミネートされた。
2004年には『コラテラル』を発表。トム・クルーズが非情な殺し屋という悪役を演じたことで話題を呼んだが、マンの演出も高い評価を獲得し、興行的にも大ヒットを記録。同年にはマーティン・スコセッシ監督の『アビエイター』でプロデューサーを務め、アカデミー作品賞にもノミネートされた。
2012年には第69回ヴェネツィア国際映画祭の審査員長を務めた。

### 作品に関するエピソード
- ロサンゼルスを舞台に選ぶことが多く、街の夜景描写がよく登場する。

- ハリケーン・カトリーナがアメリカを襲った際、マンは映画『マイアミ・バイス』を撮影中だったが、ハリケーンの影響でセットに被害が出て、当初の予定よりも制作費が膨れ上がり2億ドルもかかってしまった。また、悪天候にもかかわらず撮影を強行したり、突然台本を変更するなどして製作スタッフからの批判も多かった。

- 娘のアミ・カナーン・マンも映画監督となり、『ヒート』の第二班監督を務めた後、テレビドラマやマイケル・マン製作の『キリング・フィールズ 失踪地帯』を監督している。

- マーティン・スコセッシは、『ヒート』を「1990年代のベスト映画の一本」と評している。

- クリストファー・ノーランは、自身の監督作であり大ヒットした『ダークナイト』の制作にあたって、『ヒート』を参考・研究したと述べている。

- 全米400以上の映画関連学校で使用されているシド・フィールドによる脚本家のためのテキスト『映画を書くためにあなたがしなければならないこと』（原題: Screenplay–The Foundations of Screenwriting）においては、『コラテラル』が模範的な作品のひとつとして取り上げられている。

- 「L.A.大捜査線/狼たちの街」（1985）はテレビドラマ「マイアミ・バイス」の盗作だとしてマンはウィリアム・フリードキン監督を訴えたが敗訴した。だが2人はその後和解して仲の良い関係を築いた。フリードキンは最も好きな映画監督にマンの名前を挙げ、その理由として「私の作風とよく似ているからだ」とジョークで答えている。

- 2020年はドラマ「TOKYO VICE」の製作のため来日し、同年11月には新宿の東京都庁にて、東京都知事の小池百合子を表敬訪問した[2]。同ドラマの企画立ち上げに関わり、片桐刑事役も演じた俳優の渡辺謙によると、当初は東京都内におけるロケーション撮影の困難さから都外にオープンセットを作る案も浮上したが、マンが都内での撮影に強く拘ったことから、東京都などの全面協力を経て、都内でのオールロケーション撮影が実現した[3][4]。

### 人物
- 愛車としてVFR750R（RC30）やホンダ・NRを所有していた縁で、本田技術研究所を訪れたことがある。
- フェラーリの愛好家でもあり過去に308GTA、テスタロッサ、575マラネロ、599GTOを所有した[要出典][5]。2012年、第69回ヴェネチア国際映画祭の審査委員長としてイタリアを訪れた際は、空いた時間にエミリア＝ロマーニャ州マラネロの本社工場を訪問して最新型（当時）のF12ベルリネッタの生産ラインを見学しサーキットでの試乗も行なった。その後アメデオ・フェリーザ フェラーリCEOとの面会も果たし、ヴェネチアへの帰路はFFで送り届けられた[6]。

## フィルモグラフィ
| 年   | 題名                                                 | 役割 | 役割 | 役割               | 備考                  |
| 年   | 題名                                                 | 監督 | 脚本 | 製作               | 備考                  |
| ---- | ---------------------------------------------------- | ---- | ---- | ------------------ | --------------------- |
| 1968 | Insurrection                                         | Yes  |      |                    | 短編                  |
| 1971 | Jaunpuri                                             |      |      | Yes                | 短編                  |
| 1972 | 17 Days Down the Line                                |      |      | Yes                | 短編 ドキュメンタリー |
| 1978 | ストレート・タイム STRAIGHT TIME                     |      | Yes  |                    |                       |
| 1979 | ジェリコ・マイル/獄中のランナー The Jericho Mile     | Yes  | Yes  |                    | テレビ映画            |
| 1980 | 白銀に賭ける恋 Swan Song                             |      | Yes  |                    | テレビ映画            |
| 1981 | ザ・クラッカー/真夜中のアウトロー Thief              | Yes  | Yes  |                    |                       |
| 1983 | ザ・キープ The Keep                                  | Yes  | Yes  |                    |                       |
| 1986 | マイアミ5 Band of the Hand                           |      |      | Yes （製作総指揮） |                       |
| 1986 | 刑事グラハム/凍りついた欲望 Manhunter                | Yes  | Yes  |                    |                       |
| 1986 | Bob Dylan: Band of the Hand                          |      |      | Yes （製作総指揮） | 短編                  |
| 1989 | メイド・イン・L.A. L.A. Takedown                     | Yes  | Yes  | Yes （製作総指揮） | テレビ映画            |
| 1992 | ラスト・オブ・モヒカン The Last of the Mohicans      | Yes  | Yes  | Yes                |                       |
| 1995 | ヒート Heat                                          | Yes  | Yes  | Yes                |                       |
| 1999 | インサイダー The Insider                             | Yes  | Yes  | Yes                |                       |
| 2001 | ALI アリ Ali                                         | Yes  | Yes  | Yes                |                       |
| 2002 | Mercedes 'Lucky Star'                                | Yes  |      |                    | コマーシャルフィルム  |
| 2003 | バッドアス! How to Get the Man's Foot Outta Your Ass |      |      | Yes （製作総指揮） |                       |
| 2004 | コラテラル Collateral                                | Yes  |      | Yes                |                       |
| 2004 | アビエイター The Aviator                             |      |      | Yes                |                       |
| 2006 | マイアミ・バイス MIAMI VICE                          | Yes  | Yes  | Yes                |                       |
| 2007 | キングダム/見えざる敵 The Kingdom                    |      |      | Yes                |                       |
| 2008 | ハンコック HANCOCK                                   |      |      | Yes                | カメオ出演            |
| 2009 | パブリック・エネミーズ Public Enemies                | Yes  | Yes  | Yes                |                       |
| 2011 | キリング・フィールズ 失踪地帯 Texas Killing Fields   |      |      | Yes                |                       |
| 2015 | ブラックハット Blackhat                              | Yes  |      | Yes                |                       |
| 2019 | フォードvsフェラーリ Ford vs Ferrari                 |      |      | Yes （製作総指揮） |                       |
| 2023 | フェラーリ Ferrari                                   | Yes  | Yes  | Yes                |                       |

## テレビ作品
| 年        | 題名                                                           | 役割                | 役割                | 役割               | 備考         |
| --------- | -------------------------------------------------------------- | ------------------- | ------------------- | ------------------ | ------------ |
| 年        | 題名                                                           | 監督                | 脚本                | 製作               | 備考         |
| 1975-1977 | 刑事スタスキー&ハッチ Starsky and Hutch                        |                     | Yes （4エピソード） |                    |              |
| 1976      | 刑事ブロンク Bronk                                             |                     | Yes （2エピソード） |                    |              |
| 1976      | Gibbsville                                                     |                     | Yes （1エピソード） |                    |              |
| 1976-1978 | ポリス・ストーリー Police Story                                |                     | Yes （4エピソード） |                    |              |
| 1977      | 女刑事ペパー Police Woman                                      | Yes （1エピソード） |                     |                    |              |
| 1978      | ベガス Vega$                                                   |                     | Yes （1エピソード） |                    |              |
| 1984-1989 | 特捜刑事マイアミ・バイス Miami Vice                            |                     | Yes （1エピソード） | Yes （製作総指揮） |              |
| 1986-1988 | クライム・ストーリー Crime Story                               | Yes （1エピソード） | Yes （8エピソード） | Yes （製作総指揮） |              |
| 1990      | ドラッグ・ウォーズ／麻薬戦争 Drug Wars: The Camarena Story     |                     | Yes                 | Yes （製作総指揮） | ミニシリーズ |
| 1992      | DEA/コロンビア麻薬戦争 Drug Wars: The Cocaine Cartel           |                     |                     | Yes （製作総指揮） |              |
| 2002-2003 | ロバリー・ホミサイド・ディヴィジョン Robbery Homicide Division |                     | Yes                 | Yes （製作総指揮） |              |
| 2011-2012 | Luck                                                           | Yes （1エピソード） |                     | Yes （製作総指揮） |              |
| 2012      | Witness                                                        |                     |                     | Yes （製作総指揮） |              |
| 2019      | TOKYO VICE Tokyo Vice                                          | Yes （1エピソード） |                     | Yes （製作総指揮） |              |
| 2019      | Hue 1968                                                       | Yes （1エピソード） |                     | Yes （製作総指揮） | ミニシリーズ |

### マイアミ・バイス
すべて製作総指揮担当
TV映画
- マイアミ・バイス MIAMI VICE: BROTHER'S KEEPER（1984年）
- マイアミ・バイス 2/ニューヨーク・コネクション MIAMI VICE: PRODIGAL SON（1985年）

TVシリーズ
- マイアミ・バイス 3 MIAMI VICE: HIT LIST/CALDERONE'S DEMISE（1984年）
- 特捜刑事マイアミ・バイス（シーズン1） MIAMI VICE（1984年～1985年）
- 特捜刑事マイアミ・バイス（シーズン2） MIAMI VICE（1985年～1986年）
- 特捜刑事マイアミ・バイス（シーズン3） MIAMI VICE（1986年～1987年）
- 特捜刑事マイアミ・バイス（シーズン4） MIAMI VICE（1987年～1988年）
- マイアミ・バイス（シーズン5）  MIAMI VICE （1988年～1989年）
- マイアミ・バイス 4 MIAMI VICE: TRUST FUND PIRATES/YANKEE DOLLAR（1986年）
- マイアミ・バイス 5 MIAMI VICE: FLORENNCE ITALY/FRENCH TWIST（1986年）